# Shai Gilgeous-Alexander
Shaivonte "Shai" Aician Gilgeous-Alexander (Toronto, 12 de julho de 1998) é um jogador canadense de basquete profissional que atualmente joga pelo Oklahoma City Thunder da National Basketball Association (NBA).
Ele jogou basquete universitário no Kentucky Wildcats e foi selecionado pelo Charlotte Hornets como a 11ª escolha geral no draft da NBA de 2018 e foi trocado para o Los Angeles Clippers no mesmo dia.

## Primeiros anos
Gilgeous-Alexander nasceu em Toronto e cresceu em Hamilton. Sua mãe, Charmaine Gilgeous, é uma ex-estrela do atletismo que competiu por Antígua e Barbuda nos Jogos Olímpicos de 1992. Seu pai, Vaughn Alexander, o treinou quando jovem.
Ele começou o ensino médio na Escola Secundária Católica St. Thomas More em Hamilton antes de mudar para a Escola Secundária Sir Allan MacNab. Ele então se transferiu para a Hamilton Heights Christian Academy (localizada em Chattanooga, Tennessee) para melhorar suas habilidades de basquete, graduando-se em 2017.

## Carreira no ensino médio
Ele frequentou a Escola Secundária Sir Allan MacNab antes de ir para a Hamilton Heights Christian Academy em Chattanooga, Tennessee em 2015. "Eu apenas pensei que precisava jogar uma competição melhor.", disse ele. Em seu último ano, Gilgeous-Alexander teve médias de 18,4 pontos, 4,4 rebotes e 4,0 assistências.
Um recruta de quatro estrelas pela ESPN, Gilgeous-Alexander originalmente se comprometeu com a Universidade da Flórida, mas reabriu seu recrutamento em outubro de 2016. No mês seguinte, ele anunciou sua decisão de jogar basquete universitário na Universidade do Kentucky.

## Carreira universitária
Gilgeous-Alexander começou a temporada de 2017-18 como reserva de Quade Green. Após uma derrota para a UCLA, Alexander registrou 24 pontos, 5 rebotes, 4 assistências e 3 roubos de bola contra Louisville em dezembro. 
Quando pisou pela primeira vez no campus da Universidade de Kentucky, Gilgeous-Alexander tinha cabelos compridos. No entanto, ele cortou o cabelo no início da temporada e alguns dizem que isso começou sua progressão de sexto homem para armador titular. Ele continuou a liderar a equipe nos dois jogos seguintes contra Geórgia e LSU, marcando 21 pontos contra Geórgia e 18 contra LSU. Ele se tornou titular da equipe junto com outros quatro calouros: Hamidou Diallo, Nick Richards, Kevin Knox e P. J. Washington. 
Gilgeous-Alexander teve um ótimo Torneio da SEC e continuou com esse impulso no Torneio da NCAA. Depois de jogar um ótimo basquete nas duas primeiras rodadas contra Davidson e Buffalo, a mágica acabou e Kentucky perdeu para Kansas State no Sweet 16. Em 9 de abril de 2018, ele se declarou para o draft da NBA de 2018.

## Carreira profissional

### Los Angeles Clippers (2018–2019)

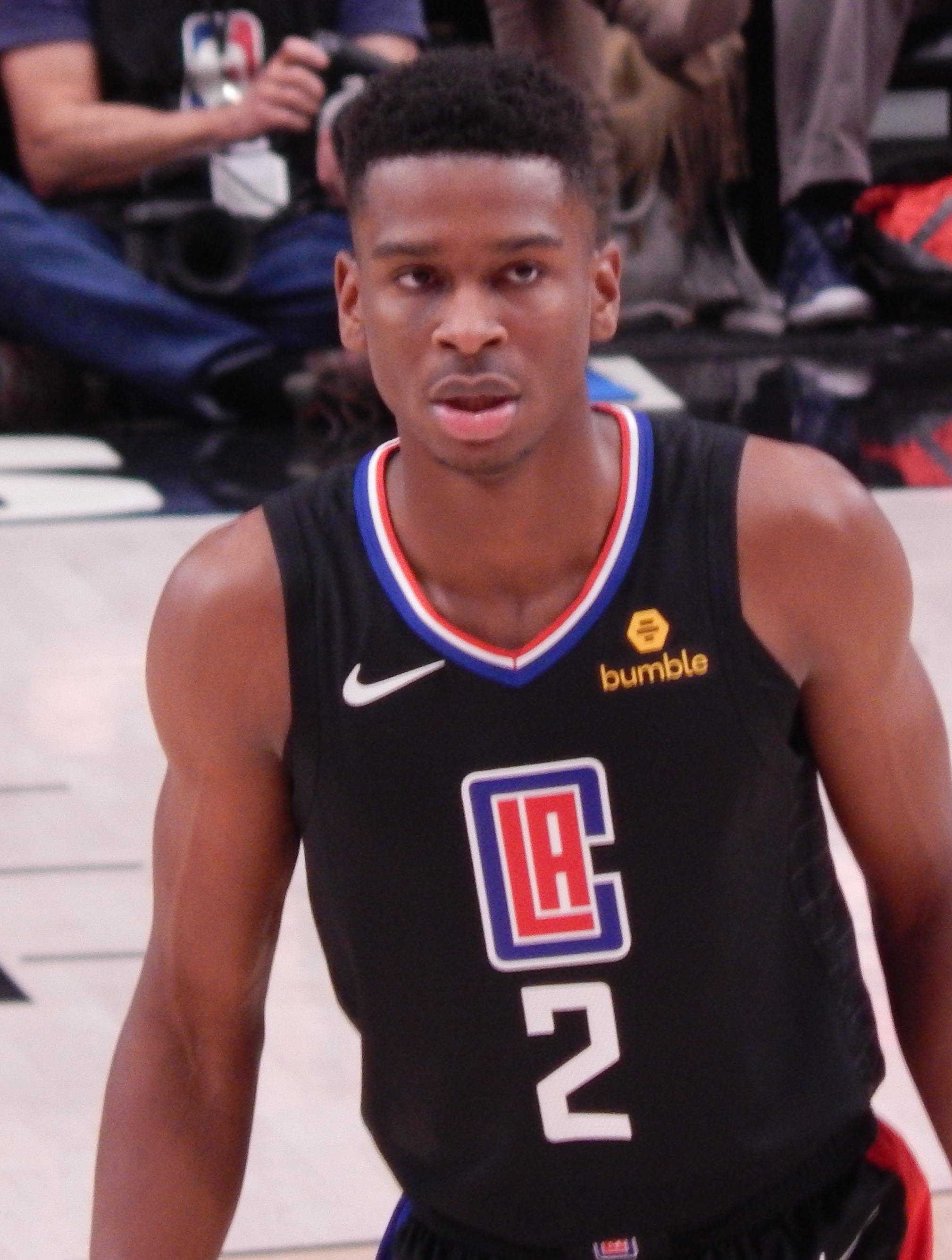
Gilgeous-Alexander com os Clippers em 2018

Em 21 de junho de 2018, Gilgeous-Alexander foi selecionado pelo Charlotte Hornets como a 11ª escolha geral no draft da NBA de 2018. No mesmo dia, ele foi negociado com o Los Angeles Clippers em troca de Miles Bridges e duas futuras escolhas de segunda rodada de 2020 e 2021. 
Ele jogou pela equipe no Summer League de 2018 e teve médias de 19 pontos, 4,8 rebotes, 4 assistências e 2,3 roubos de bola.
Em 17 de dezembro de 2018, Gilgeous-Alexander marcou 24 pontos em uma derrota por 127-131 para o Portland Trail Blazers. Em 18 de janeiro de 2019, ele teve 24 pontos em uma derrota por 112-94 para o Golden State Warriors. Onze dias depois, ele foi nomeado membro da Equipe Mundial representando o Canadá no Rising Stars Challenge de 2019. Em 21 de abril de 2019, ele marcou 25 pontos em uma derrota por 105-113 para os Warriors no Jogo 4 dos playoffs.

### Oklahoma City Thunder (2019–presente)

#### 2019–2020: Melhorando em seu segundo ano
Em 10 de julho de 2019, os Clippers trocaram Gilgeous-Alexander, junto com Danilo Gallinari e seis escolhas de primeira rodada, para o Oklahoma City Thunder pelo Paul George.
Em 22 de dezembro de 2019, Gilgeous-Alexander registrou 32 pontos, cinco assistências, três rebotes e duas roubadas de bola na vitória por 118-112 sobre o Los Angeles Clippers. Em 13 de janeiro de 2020, ele registrou seu primeiro triplo-duplo da NBA com 20 pontos, 10 assistências e 20 rebotes em uma vitória por 117-104 sobre o Minnesota Timberwolves, tornando-se o segundo jogador depois de Russell Westbrook a registrar 20–20–10 nos últimos 30 anos e a mais jovem a alcançá-la.

#### 2020–2022: Desenvolvimento e lesões
Em 26 de dezembro de 2020, Gilgeous-Alexander registrou 24 pontos, sete rebotes e nove assistências na vitória por 109-107 contra o Charlotte Hornets. Em 24 de fevereiro de 2021, ele marcou 42 pontos na vitória por 102-99 sobre o San Antonio Spurs. Em 24 de março de 2021, depois de jogar 35 jogos, sua temporada terminou devido a uma ruptura na fáscia plantar.
Em 3 de agosto de 2021, Gilgeous-Alexander assinou um contrato de 5 anos e US$ 172 milhões com o Thunder. Em 18 de dezembro de 2021, ele marcou 18 pontos e fez a cesta de três pontos para vencer seu ex-time, o Los Angeles Clippers, por 104-103. Quatro dias depois, ele registrou seu segundo triplo-duplo da carreira com 27 pontos, 11 rebotes e 12 assistências na vitória por 108-94 sobre o Denver Nuggets. Em 27 de dezembro, Gilgeous-Alexander foi nomeado Jogador da Semana da Conferência Oeste na Semana 10 (20 a 26 de dezembro), seu primeiro prêmio de Jogador da Semana. Ele levou Oklahoma a uma semana de 3-1 com médias de 27,5 pontos, 6,3 rebotes e 7,0 assistências.
Em 28 de março de 2022, Gilgeous-Alexander foi descartado pelo resto da temporada com uma lesão no tornozelo. Ele terminou a temporada com médias de 24,5 pontos, 5,9 assistências e 5,0 rebotes.

#### 2022–2023: All-Star Game e All-NBA First Team
Em 31 de outubro de 2022, Gilgeous-Alexander foi nomeado Jogador da Semana da Conferência Oeste na Semana 2 (24 a 30 de outubro), seu segundo prêmio na carreira. Ele levou Oklahoma a uma semana invicta de 3-0 com médias de 31,7 pontos, 5,3 rebotes e 7,7 assistências. Em 16 de novembro, Gilgeous-Alexander empatou o recorde da carreira com 42 pontos, incluindo uma cesta de três pontos da vitória, seis rebotes e sete assistências, em uma vitória de 121-120 sobre o Washington Wizards. Em 19 de dezembro, Gilgeous-Alexander marcou 35 pontos, junto com a cesta da vitória no estouro do cronômetro, em uma vitória de 123-121 sobre o Portland Trail Blazers. Em 23 de dezembro, ele registrou 44 pontos, o recorde da carreira, com 10 rebotes e 6 assistências, em uma derrota por 128–125 na prorrogação contra o New Orleans Pelicans.
Em 2 de fevereiro de 2023, Gilgeous-Alexander foi nomeado para seu primeiro All-Star Game como o armador reserva da Conferência Oeste. Em 4 de fevereiro, ele registrou 42 pontos, quatro rebotes, seis assistências, três roubos de bola e dois bloqueios em uma vitória por 153–121 sobre o Houston Rockets. Em 10 de fevereiro, Gilgeous-Alexander empatou seu recorde da carreira com 44 pontos em uma vitória por 138–129 sobre o Trail Blazers. Ele se tornou o primeiro jogador na história do Thunder a marcar mais de 40 pontos acertando 80% dos arremessos. Gilgeous-Alexander terminou a temporada com média de 31,4 pontos, a melhor da carreira, juntando-se a Kevin Durant e Russell Westbrook como os únicos jogadores na história do Thunder a ter média de pelo menos 30 pontos em uma temporada. Shai se tornou o segundo armador na história da NBA, atrás de Michael Jordan, a ter média de pelo menos 30 pontos, quatro rebotes, quatro assistências, um roubo de bola e um bloqueio, enquanto acertava 50% dos arremessos. Posteriormente, ele se tornou o armador mais jovem na história da NBA a ter média de 30 pontos com 50% dos arremesos certos, batendo o recorde de Jordan. Em 2 de maio, Gilgeous-Alexander terminou em quinto na votação do Prêmio de MVP da NBA. Ele também foi nomeado para sua primeira Primeira-Equipe All-NBA.

#### 2023–2024: vice-campeão do MVP e melhor recorde da Conferência Oeste
Em 8 de novembro de 2023, Gilgeous-Alexander marcou 43 pontos em uma vitória de 128–120 sobre o Cleveland Cavaliers. Em 14 de novembro, ele teve 28 pontos e sete roubos de bola, o recorde da carreira, em uma vitória de 123–87 sobre o San Antonio Spurs. Em 18 de novembro, Gilgeous-Alexander registrou 40 pontos, sete rebotes, seis assistências, dois roubos de bola e dois bloqueios em uma vitória de 130–123 na prorrogação sobre o Golden State Warriors. Em 16 de dezembro, ele fez 25 pontos, seis rebotes, oito assistências, dois roubos de bola e uma cesta de meia distância para vencer o jogo em uma vitória de 118–117 sobre o Denver Nuggets. Em 25 de janeiro de 2024, Gilgeous-Alexander foi nomeado titular da Conferência Oeste no All-Star Game de 2024, marcando sua segunda seleção consecutiva e sua primeira seleção como titular. Em 12 de março, ele teve 30 pontos, 10 rebotes e cinco assistências em uma derrota de 121–111 para o Indiana Pacers. Foi seu 48º jogo de 30 pontos da temporada, superando o recorde anterior da franquia de Kevin Durant de mais números de jogos de 30 pontos em uma temporada. Gilgeous-Alexander terminou a corrida de MVP da temporada em 2º lugar e foi selecionado para a Primeira-Equipe All-NBA pela segunda vez consecutiva. Atrás de seu jogo, o Thunder venceu 57 jogos e entrou nos playoffs da NBA de 2024 como a melhor campanha da Conferência Oeste, pela primeira vez desde 2013.
Nos playoffs, o Thunder derrotou o New Orleans Pelicans em 4 jogos para avançar para as semifinais da Conferência Oeste, a primeira da franquia desde 2016. Gilgeous-Alexander terminou o Jogo 4 com 24 pontos e 10 rebotes. Oklahoma perderia para o Dallas Mavericks em seis jogos, apesar dos 36 pontos de Gilgeous-Alexander, o recorde da sua carreira nos playoffs, junto com oito assistências e dois bloqueios na derrota por 117-116 no Jogo 6.

## Carreira na seleção

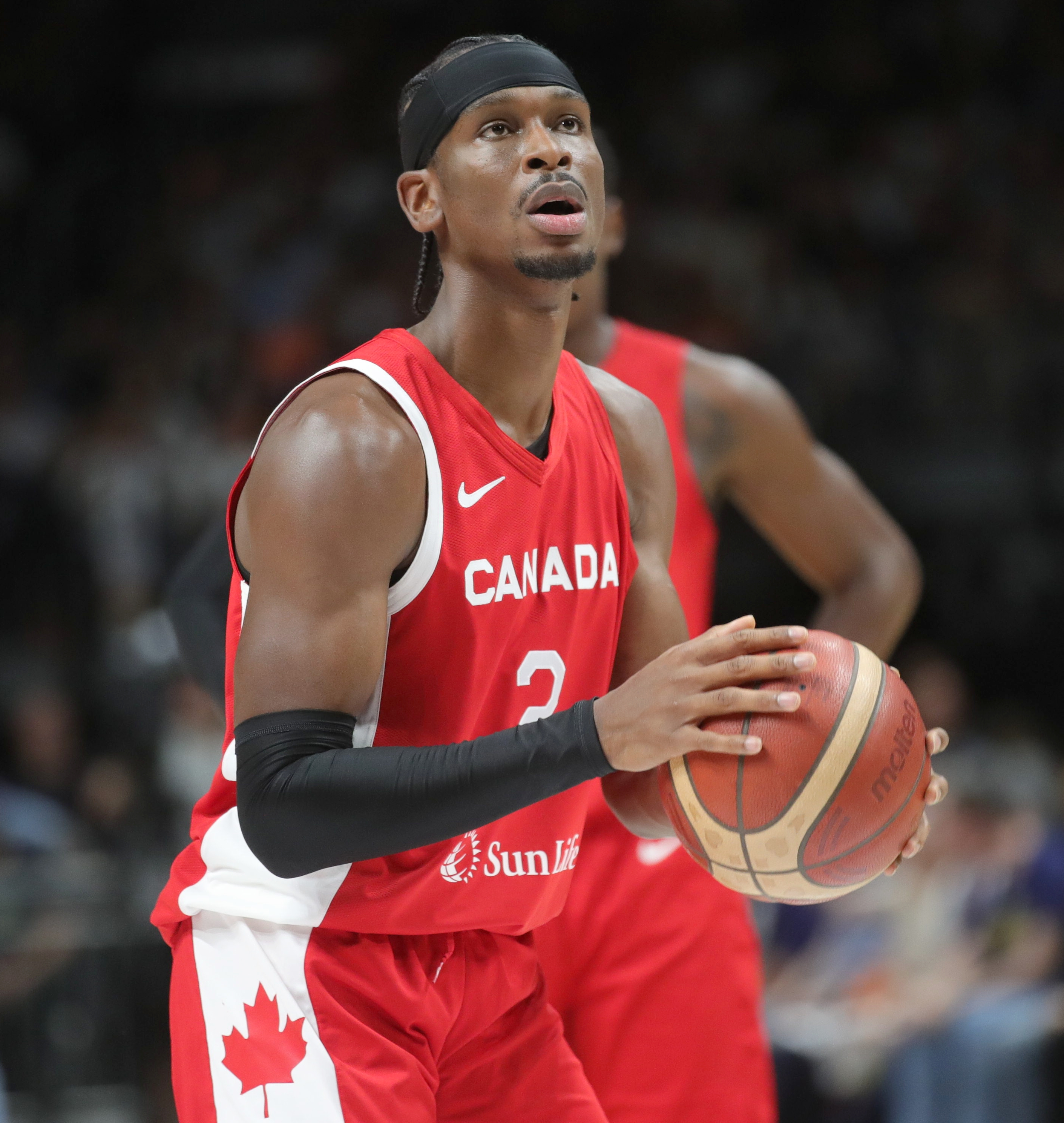
Gilgeous-Alexander com o Canadá em 2023

Gilgeous-Alexander jogou pela Seleção Canadense na Copa América Sub-18 de 2016 em Valdivia, Chile e teve médias de 7,8 pontos, 5,4 assistências e 4,0 rebotes levando a equipe a medalha de prata. Ele também jogou no Torneio Qualificatório Mundial da FIBA de 2016 em Manila.
Em 24 de maio de 2022, Gilgeous-Alexander concordou com um compromisso de três anos para jogar com a Seleção Canadense.
Na Copa do Mundo de 2023, Gilgeous-Alexander foi a figura central no elenco canadense, liderando-os em uma campanha histórica. Em 3 de setembro, eles se classificaram para as quartas de final do torneio, no processo garantindo uma vaga nas Olimpíadas de 2024, que ele chamou de "quase indescritível". O time finalmente ganhou a medalha de bronze após derrotar os Estados Unidos na disputa. Esta foi a primeira medalha do Canadá em Copa do Mundo e a primeira medalha em um grande torneio global desde as Olimpíadas de 1936. Em reconhecimento ao seu jogo individual, Gilgeous-Alexander foi nomeado para a Equipe Ideal do Torneio. Por isso e por seus feitos na NBA em 2023, ele recebeu o Northern Star Award como atleta canadense do ano e o Lionel Conacher Award como a escolha da imprensa canadense para atleta canadense masculino do ano. Gilgeous-Alexander foi apenas o segundo jogador de basquete a receber as duas honrarias, em ambos os casos depois de Steve Nash.
Ele foi chamado para integrar a Seleção Canadense nas Olimpíadas de 2024 em Paris. Após uma forte performance invicta na fase de grupos, que foi considerada o "grupo da morte" pelos especialistas, o Canadá foi surpreendentemente eliminado nas quartas de final pela anfitriã França. Gilgeous-Alexander foi nomeado para a Segunda-Equipe do Torneio após ter médias de 21 pontos, 4,3 rebotes e 4 assistências.

## Estatísticas da carreira

### NBA
| † | Campeão da NBA           |
|   | Líder da Liga            |
|   | MVP da Temporada Regular |

#### Temporada regular
| Ano      | Equipe    | PJ  | PT  | MPJ  | AP   | 3P   | LL   | RT  | AS  | BR  | TO  | PPJ  |
| -------- | --------- | --- | --- | ---- | ---- | ---- | ---- | --- | --- | --- | --- | ---- |
| 2018–19  | Clippers  | 82  | 73  | 26.5 | .476 | .367 | .800 | 2.8 | 3.3 | 1.2 | .5  | 10.8 |
| 2019–20  | Thunder   | 70  | 70  | 34.7 | .471 | .347 | .807 | 5.9 | 3.3 | 1.1 | .7  | 19.0 |
| 2020–21  | Thunder   | 35  | 35  | 33.7 | .508 | .418 | .808 | 4.7 | 5.9 | .8  | .7  | 23.7 |
| 2021–22  | Thunder   | 56  | 56  | 34.7 | .453 | .300 | .810 | 5.0 | 5.9 | 1.3 | .8  | 24.5 |
| 2022–23  | Thunder   | 68  | 68  | 35.5 | .510 | .345 | .905 | 4.8 | 5.5 | 1.6 | 1.0 | 31.4 |
| 2023–24  | Thunder   | 75  | 75  | 34.0 | .535 | .353 | .874 | 5.5 | 6.2 | 2.0 | .9  | 30.1 |
| 2024-25  | Thunder † | 76  | 76  | 34.2 | .519 | .375 | .898 | 5.0 | 6.4 | 1.7 | 1.0 | 32.7 |
| Carreira | Carreira  | 462 | 453 | 33.1 | .501 | .355 | .862 | 4.8 | 5.1 | 1.4 | .8  | 24.4 |
| All-Star | All-Star  | 3   | 2   | 16.9 | .733 | .688 | .500 | 3.0 | 4.7 | .3  | .3  | 18.7 |

#### Play-in
| Ano  | Equipe  | PJ | PT | MPJ  | AP   | 3P   | LL    | RT  | AS  | BR  | TO  | PPJ  |
| ---- | ------- | -- | -- | ---- | ---- | ---- | ----- | --- | --- | --- | --- | ---- |
| 2023 | Thunder | 2  | 2  | 38.7 | .390 | .333 | 1.000 | 6.0 | 3.0 | 2.0 | 2.0 | 27.0 |

#### Playoffs
|  | MVP das Finais |

| Ano      | Equipe    | PJ | PT | MPJ  | AP   | 3P   | LL   | RT  | AS  | BR  | TO  | PPJ  |
| -------- | --------- | -- | -- | ---- | ---- | ---- | ---- | --- | --- | --- | --- | ---- |
| 2019     | Clippers  | 6  | 6  | 28.8 | .467 | .500 | .850 | 2.7 | 3.2 | 1.0 | 0.8 | 13.7 |
| 2020     | Thunder   | 7  | 7  | 39.9 | .433 | .400 | .957 | 5.3 | 4.1 | 1.0 | 0.4 | 16.3 |
| 2024     | Thunder   | 10 | 10 | 39.9 | .496 | .432 | .790 | 7.2 | 6.4 | 1.3 | 1.7 | 30.2 |
| 2025     | Thunder † | 23 | 23 | 37.0 | .462 | .283 | .876 | 5.3 | 6.5 | 1.7 | .9  | 29.9 |
| Carreira | Carreira  | 46 | 46 | 37.0 | .468 | .350 | .859 | 5.4 | 5.7 | 1.4 | 1.0 | 25.8 |

### Universidade
| Ano     | Equipe   | PJ | PT | MPJ  | AP   | 3P   | LL   | RT  | AS  | BR  | TO  | PPJ  |
| ------- | -------- | -- | -- | ---- | ---- | ---- | ---- | --- | --- | --- | --- | ---- |
| 2017–18 | Kentucky | 37 | 24 | 33.7 | .485 | .404 | .817 | 4.1 | 5.1 | 1.6 | 0.5 | 14.4 |

## Vida pessoal
Gilgeous-Alexander e sua namorada de longa data, Hailey Summers, se casaram em fevereiro de 2024. Eles deram as boas-vindas ao primeiro filho em abril de 2024.
O irmão mais novo de Gilgeous-Alexander, Thomasi Gilgeous-Alexander, é um jogador de basquete universitário da Universidade de Evansville. Seu primo mais novo, Nickeil Alexander-Walker, é jogador da NBA pelo Utah Jazz. Os dois têm um relacionamento próximo e dividiram um quarto na casa do treinador do ensino médio, Zach Ferrell.
Em julho de 2020, Gilgeous-Alexander assinou um contrato de patrocínio com a Converse.
Na primavera de 2023, Gilgeous-Alexander comprou uma propriedade à beira do lago em Burlington, Ontário anteriormente ocupado pelo falido trader de criptomoedas, Aiden Pleterski. Poucos dias após a mudança, Gilgeous-Alexander se mudou devido a preocupações com a segurança e, logo depois, entrou com uma ação judicial buscando reverter a compra. Ele alega que o vendedor, um investidor imobiliário que havia alugado a propriedade para Pleterski, não revelou nem o vínculo da propriedade com o trader, nem várias ameaças que foram feitas contra a propriedade pelos investidores de Pleterski.

## Títulos e homenagens
NBA
- Campeão da NBA: 2025
- NBA Most Valuable Player: 2025[59]
- NBA Finals Most Valuable Player Award: 2025
- NBA Western Conference Finals MVP: 2025[60]
- NBA Scoring Champion: 2025[61]
- 3x NBA All-Star: 2023, 2024, 2025
- 3x All-NBA Team:
  - Primeiro time: 2023, 2024, 2025[62]